# 城巴A10線
城巴A10線是香港一條港島區機場巴士路線，來往鴨脷洲（利樂街）及機場，途經海怡半島、利東邨、香港仔、田灣、華富邨、置富花園、薄扶林、摩星嶺、堅尼地城及石塘咀。
本線另設深宵路線NA10，來往鴨脷洲（利樂街）及港珠澳大橋香港口岸，是香港境內全程收費最高的兩條專營巴士路線之一（另一條為NA12）。
A10線自開辦起便成為當時香港境內全程收費最高的專營巴士路線，這項紀錄至2015年7月23日被當日開辦的深宵機場巴士路線NA29所打破，但仍一直為最貴的日間專營巴士路線，直至2021年再被869線超越，現時本線為香港境內全程收費最高的全日專營巴士路線。

## 簡介及歷史
港府於1995年委託顧問公司展開《新機場運輸研究》（TRANSNA），策劃香港國際機場對外交通運輸安排，當中考慮設立一條往返港島南區的機場巴士路線，途經西營盤、薄扶林、香港仔及鴨脷洲；但顧問認為擬議路線會導致虧蝕，故在提出初步建議諮詢各界前經已放棄。
早於香港國際機場啟用初期，南區及中西區區議會已各自向運輸署爭取直接來往機場的巴士路線；但署方以需求不足為由，只安排巴士公司開辦三條接駁路線M5、M47及M590往返機場快綫香港站。不過對攜帶大型行李外遊的市民而言，這項安排毫不方便，因此兩區區議員要求巴士公司開辦機場巴士路線的呼聲日益高漲。網上甚至流傳，城巴曾希望開辦一條名為E13的巴士路線來往南區及機場。
運輸署於2004年7月指出，初步計劃用E線形式開辦往返機場的巴士路線，收取E線車資，但不會行經東涌市中心及機場貨運區，乘客須在青嶼幹線繳費廣場轉乘其他E線巴士前往東涌及後勤區。署方會開始草擬路線方案，包括路線、班次及行車時間等，並於10月向區議會提交建議，其後邀請巴士公司申請營辦及進行遴選工作。若一切順利，預計該路線可在2005年內開辦。
及至2004年10月，運輸署確認計劃公開招標開辦南區機場豪華巴士路線，將其納入2005-2006年度中西區巴士路線發展計劃。行車路線方面，該機場巴士路線途經薄扶林道、摩星嶺道、域多利道、之後行經堅彌地城海旁；運輸署在2005年2月3日再次就走線諮詢中西區區議會，但中西區區議會反對有關建議，並烈要求路線行經薄扶林道、第三街、水街、皇后大道西、卑路乍街、加多近街、堅尼地城新海旁、城西道及干諾道西，但路程變得非常迂迴，車程將超過一個半小時，引起南區區議會不滿。兩個區議會更要求將原定開辦由南區經西區往機場的巴士路線，分拆成兩條分別由中西區及南區開出的機場巴士線，令計劃遇上阻撓。運輸署甚至安排兩個區議會於2005年3月18日舉行聯席會議解決問題。
經過多番爭論與角力，運輸署終於在2005年招標南區機場路線，取道摩星嶺道、域多利道及堅尼地城，以容許雙層巴士行走。服務該線的巴士必須是空調低地台巴士，配有歐盟二型或以上引擎系統，車廂須配備八達通收費系統、2+2座位、行李架、安放輪椅的空間可供輪椅上落的斜台；至於可調較斜度的飛機式座椅，則是巴士公司額外提供的設施，在招標中並無規定。
最後城巴投得新路線之經營權，編號定為「A10」，並於2006年3月26日開辦，較原定2005年8月21日推遲了7個月。另外，城巴於2007在行走A10線的巴士上安裝GPS系統，乘客可以於2007年8月1日起以SMS形式查詢下一班車到站的預測時間，該項服務已於2011年7月1日起被全新推出的網上版「城巴機場快線A10抵站時間查詢服務」取代，該服務可兼容智能手機或平板電腦等裝置，由2012年12月19日起，該服務擴展至所有城巴機場快線。
昂船洲大橋於2009年12月20日早上7時通車，之後整條連接新界至機場的八號幹線即告貫通。運輸署表示，已批准本機場巴士線改道大橋，有專家估計路線改道後，除車程可快5至10分鐘和可飽覽藍巴勒海峽的景色外，亦可避過目前繞路之苦，或是行車速度較慢的交通交匯處，最終城巴宣佈於2010年1月31日起，來回程改經昂船洲大橋及南灣隧道，不經長青公路、長青隧道及青葵公路，成為首批行經昂船洲大橋的專利巴士路線之一；不過現時車長會因應封路措施（例如青嶼幹線往青衣方向上層封閉、限制整體高度超過1.6米的車輛使用昂船洲大橋等）取道長青公路、長青隧道及青葵公路來往機場。
運輸署及城巴於2016年2月向南區區議會交通及運輸委員會提出建議，為方便旅客來往鴨脷洲商貿區的廠商直銷店及特賣場購物，同時為騰出鴨脷洲邨巴士總站車坑，建議本路線南區總站延長至鴨脷洲（利樂街），同時來回程改經青葵公路、長青隧道往返機場。經南區區議會交通及運輸委員會討論後，原建議被修改，車長可視乎交通情況選擇取道昂船洲大橋／南灣隧道或青葵公路／長青隧道。最後本路線延長的建議獲落實，於2016年4月25日起實施，令本路線成為兩條服務整個鴨脷洲島的專營巴士路線之一（另一條為過海隧巴671線）。
此外，本線投入服務後即創下以下紀錄：
1. 南區及堅尼地城首條機場專營巴士路線；
2. 鴨脷洲首條西隧專營過海巴士路線；
3. 鴨脷洲首條來往新界區的專營過海巴士路線，南區首條來往新界西的專營過海巴士路線，南區首條來往新界區的西隧專營過海巴士路線，繼170線後南區第二條來往新界區的全日專營過海巴士路線；
4. 鴨脷洲首條由城巴獨營的專營過海巴士路線，繼973線後南區第二條由城巴獨營的全日專營過海巴士路線；
5. 城巴機場快線日間普通班次以及南區日間專營巴士路線行車里數最長的路線，目前全程行車里數為55.3公里（往鴨脷洲方向）及54.7公里（往機場方向）；
6. 日間機場專營巴士路線中途站最多的路線，往機場方向目前總共50個，往鴨脷洲方向目前總共45個；
7. 途經最多島嶼（六個島嶼：鴨脷洲、香港島、青衣、馬灣、大嶼山及赤鱲角）以及跨海次數最多（共六次：鴨脷洲大橋、西區海底隧道、昂船洲大橋、青馬大橋、汲水門大橋及北大嶼山公路通往機場的連接橋）的日間專營巴士路線；
8. 香港境內全程收費最昂貴的全日專營巴士路線；
9. 香港國際機場日間專營巴士A線編號最小的路線；
10. 目前唯一一條途經摩星嶺道的全日專營巴士路線。

雖然此路線車程冗長，往返鴨脷洲車程超過一小時，但其「一程過」優勢在假日能吸引不少外遊的南區居民選乘，早機時段或晚間大量航班抵港時經常滿座，尤其旅遊旺季更一度須提早頭班車開出時間。在2017年6月29日起，本線在長假期之特別班次（05:00由鴨脷洲開出）由NA10線取代並提早5分鐘開出。NA10線服務期其後延長至同年10月9日。
由2017年12月16日起，NA10線來回程均不再駛經國泰城，營辦期至2018年2月23日止。
由2018年12月15日起，NA10線延長至港珠澳大橋香港口岸，營辦期至2019年1月1日止。
由2019年11月29日起，因應機場二號客運大樓重建，所有機場巴士路線取消停靠「機場（2號客運大樓）」巴士站。
由2020年3月2日起，因應COVID-19疫情而令巴士客量減少，本路線班次臨時減至45分鐘一班車；同年4月1日起，A10線再度減至60分鐘一班，並大幅縮短服務時間。此線再於4月22日削減路線服務時間，鴨脷洲尾班車提早至08:30開出，機場開出班次之服務時間改為16:20至20:20。。再於翌年三月再度提早尾班車至07:30。
2021年7月21日：受新型冠狀病毒肺炎疫情影響，第四度削減路線服務時間，機場頭班車延遲至17:20開出。
2022年9月25日：受華富邨重建工程影響，來回方向於華翠街一帶實施改道安排，直至另行通知：
往機場方向於華景街後改經華康街前往域多利道，不經華翠街。取消華翠街「華翠街」及域多利道「華康街」站，改停華康街北行「華富（北）」站；
往鴨脷洲方向於華翠街後繞經華景街、華康街、域多利道及華翠街，方返回華景街及原線。取消華翠街「華翠街」站，改停華景街東行「華富（北）」站。
2022年2月16日：A10線受新型冠狀病毒肺炎疫情影響，第五度削減路線服務時間，機場尾班車提早至18:20開出
2023年3月20日：A10線增加班次至來回程各四班，鴨脷洲（利樂街）開出時間為05:30、06:30、07:00及07:30，機場開出時間為16:50、17:20、17:50及18:20，直至另行通知。
2023年6月5日：A10線恢復由鴨脷洲開出的08:30-16:30班次， 以及由機場開出的13:20-23:20班次。
2023年6月18日，A10線全程車費從$48加至$50.3，而NA10線全程車費從$58加至$60.7。
2023年9月23日：A10線來回方向繞經港珠澳大橋香港口岸；由鴨脷洲開出尾班車回復至22:30，由機場開出頭班車回復至06:50，同時全程收費下調至$49.7。
2025年2月4日：NA10線提升為每日深宵服務。
2025年4月1日：A10、NA10線來回方向增停利南道「凱玥」站。

## 服務時間（詳細班次）
A10
| 每日鴨脷洲（利樂街）開 | 每日鴨脷洲（利樂街）開 | 每日鴨脷洲（利樂街）開 | 每日鴨脷洲（利樂街）開 | 每日鴨脷洲（利樂街）開 | 每日鴨脷洲（利樂街）開 |
| ---------------------- | ---------------------- | ---------------------- | ---------------------- | ---------------------- | ---------------------- |
| 05:30                  | 05:50                  | 06:10                  | 06:30                  | 07:00                  | 07:30                  |
| 08:00                  | 08:30                  | 09:00                  | 09:30                  | 10:00                  | 10:30                  |
| 11:00                  | 11:30                  | 12:00                  | 12:30                  | 13:00                  | 13:30                  |
| 14:00                  | 14:30                  | 15:00                  | 15:30                  | 16:00                  | 16:30                  |
| 17:00                  | 17:30                  | 18:00                  | 18:30                  | 19:00                  | 19:30                  |
| 20:00                  | 20:30                  | 21:30                  | 22:30                  |                        |                        |

| 每日機場（地面運輸中心）開 | 每日機場（地面運輸中心）開 | 每日機場（地面運輸中心）開 | 每日機場（地面運輸中心）開 | 每日機場（地面運輸中心）開 | 每日機場（地面運輸中心）開 |
| -------------------------- | -------------------------- | -------------------------- | -------------------------- | -------------------------- | -------------------------- |
| 06:50                      | 07:50                      | 08:50                      | 09:50                      | 10:30                      | 11:00                      |
| 11:30                      | 12:00                      | 12:30                      | 13:00                      | 13:30                      | 14:00                      |
| 14:30                      | 15:00                      | 15:30                      | 16:00                      | 16:30                      | 17:00                      |
| 17:30                      | 18:00                      | 18:30                      | 19:00                      | 19:30                      | 20:00                      |
| 20:30                      | 21:00                      | 21:30                      | 22:00                      | 22:30                      | 23:00                      |
| 23:30                      | 00:00                      | 00:20                      |                            |                            |                            |

NA10
- 港珠澳大橋香港口岸開：01:05
- 鴨脷洲（利樂街）開：04:55

## 收費
| 路線 | 全程收費                         | 分段收費 |
| ---- | -------------------------------- | --- |
| A10  | $49.7（機場員工優惠票價：$28.2） | - 西寧街往機場（地面運輸中心）／青嶼幹線巴士轉乘站往鴨脷洲（利樂街） ：$41.9 - 西區海底隧道巴士轉乘站往機場（地面運輸中心）：$34.6 - 青嶼幹線巴士轉乘站往機場（地面運輸中心）：$17.8 - 機場博覽館往機場（地面運輸中心）：$4.2 （只適用於機場博覽館舉行大型活動） - 西區海底隧道巴士轉乘站往鴨脷洲（利樂街）：$19.9 - 過西區海底隧道後往鴨脷洲（利樂街）：$10.5 - 域多利道（薄扶林消防局）往鴨脷洲（利樂街）：$7.3 |
| NA10 | $60.7（機場員工優惠票價：$40.7） | - 青嶼幹線巴士轉乘站往港珠澳大橋香港口岸 ：$41.9 - 過西區海底隧道後往鴨脷洲（利樂街）：$29.3 |

| - 本線設有12歲以下小童及65歲或以上長者半價優惠。 - 本線不設長者及殘疾人士每程$2.0的票價優惠；12至64歲殘疾人士如使用「殘疾人士身份」個人八達通，以及60至64歲香港居民使用「樂悠咭」繳付車資，會以全費計算。 - 乘客可以現金或八達通於上車時付款，不設找續。 - 每位成人乘客可免費攜帶最多兩名4歲以下而不佔座位的兒童乘客乘車，超額之4歲以下小童必須繳付小童車費乘車。 - 九龍巴士、城巴及龍運巴士全職員工及家屬（不包括外判職員）可免費乘搭本路線，惟必須拍職員或職員家屬八達通。 - 乘客亦可使用AlipayHK「易乘碼」、支付寶、 WeChatHK／微信支付「搭車碼」、銀聯雲閃付「乘車碼」及BOC Pay「乘車碼」、具有感應式支付功能的VISA、Mastercard及銀聯卡，以及Apple Pay、Google Pay及Samsung Pay流動支付平台繳付車資。使用此支付方式的乘客可享有中途下車之分段收費，以及與其他城巴獨營路線或聯營線城巴班次之轉乘優惠，惟不適用於與非城巴路線之轉乘優惠。使用此支付方式的乘客亦不能享有「公共交通費用補貼計劃」。 |

### 預售來回車票
本線另設有來回車票$70（成人）／$35（小童及長者），適用於兩程A10/A11/A12/A17/A26/A28/A29來往機場車程，有效期為3個月，車票不適用於NA10線。

### 八達通轉乘優惠
乘客登上本線後指定時間內以同一張八達通卡轉乘以下路線，或從以下路線登車後指定時間內以同一張八達通卡轉乘本線，次程可獲車資折扣優惠（優惠不適用於NA10線）：
A10←→城巴E線
- A10往機場 → E11/E11A、E21/E21D、E22/E22P/E22X或E22A往機場博覽館，次程車資全免，轉乘時限為120分鐘，於機場轉乘
- 於機場博覽館登上E11/E11A、E21/E21D、E22/E22P/E22X或E22A往市區 → A10往鴨脷洲，回贈首程車資，轉乘時限為60分鐘，於機場（地面運輸中心）轉乘
- A10往鴨脷洲 → E11/E11A/E11B、E21/E21D/E21X、E21A/E21B、E22/E22P/E22X或E23/E23A往市區，次程車資全免，轉乘時限為90分鐘，於青嶼幹線巴士轉乘站轉乘
- 於赤鱲角／東涌登上E11/E11A/E11B、E21/E21D/E21X、E21A/E21B、E22/E22P/E22X、E22A/E22S或E23/E23A往市區 → A10往鴨脷洲，補付本線全程車費與第一程車費之間的差額，轉乘時限為90分鐘，於青嶼幹線巴士轉乘站轉乘
- A10往機場 → E11B、E21A、E22S或E23/E23A往東涌，次程車資全免，轉乘時限為120分鐘，於青嶼幹線巴士轉乘站轉乘

A10←→R8
- A10任何方向 → R8往迪士尼樂園，次程車資全免，轉乘時限為120分鐘
- R8往青嶼幹線巴士轉乘站 → A10往鴨脷洲，次程可獲$2折扣優惠，轉乘時限為60分鐘
- R8往青嶼幹線巴士轉乘站 → A10往機場，次程可獲$1折扣優惠，轉乘時限為60分鐘

A10←→港島區路線
- A10往鴨脷洲 → 4/4X往華富、7/971往石排灣、30X/970往數碼港、43M往田灣、47P往南區、48往深灣、71/78往黃竹坑、73/973往赤柱或970X往香港仔，次程車資全免，轉乘時限為120分鐘,此優惠不適用於西區海底隧道巴士轉乘站或以後登上本線往港島方向的乘客。
- 4/4X/7/90C往中環、30X往金鐘、48/73往華富、71往上環、78往華貴或971/973往九龍 → A10往機場，回贈首程車資，轉乘時限為90分鐘，於港島區內轉乘，此優惠不適用於西區海底隧道巴士轉乘站轉乘本線乘客

## 使用車輛
另外除薄扶林道、石排灣道、香港仔海傍道、利東邨道、黃竹坑道黃竹坑段及香港仔隧道外，其餘位於南區的主幹道路面狹窄，因此基本上不會派12.8米巴士行走，城巴亦明文規定派出客車版Enviro500 MMC 12米（8000-8065）行走。
城巴配合A10線途經摩星嶺道及域多利道等較迂迴曲折的道路，特地耗資近100萬元，將其中10輛猛獅NL262型巴士（1561-1569）改裝成機場巴士規格行走該線。該線是除嶼巴機場巴士A35號線以外，第2條主要使用單層巴士行走的機場巴士路線，亦不時有使用雙層客車版Enviro 500 MMC（8000-8065）行走，該車型亦是每日頭班車之固定車型。
2014年「雨傘革命」期間，因道路封閉導致A12線需改道來往機場，未能服務西區，故不少西區居民改以本路線來往機場，故城巴亦派雙層巴士行走，以Enviro500 MMC 12米客車版（80XX）為主。雨傘革命後，西區居民對本路線需求未有因A12線重新服務西區而減少，本安排亦因而常態化。隨著為本路線改裝的猛獅NL262單層巴士（1560-1569）年事已高，2016年4月19日，最後一輛為本路線而改裝的同款巴士（1569／JL8009）正式封車退役，本路線現時使用Enviro500 MMC（80XX）作主力。

## 行車路線
鴨脷洲（利樂街）開經：利樂街、利南道、怡南路、海怡路、鴨脷洲橋道、鴨脷洲徑、利東邨道、鴨脷洲徑、鴨脷洲橋道、香港仔海旁道、石排灣道、華富道、華景街、華翠街、域多利道、薄扶林道、置富道、利牧徑、薄扶林道、摩星嶺道、域多利道、加多近街、吉席街、堅彌地城海傍、德輔道西、水街、干諾道西、西區海底隧道、西九龍公路、青沙公路（昂船洲大橋、南灣隧道）、長青公路、青衣西北交匯處、青嶼幹線、北大嶼山公路、機場路、暢航路、機場路、機場南交匯處、暢連路、航天城交匯處、赤鱲角路、順暉路、順匯路、赤鱲角路、東榮路、機場路及暢連路。
若昂船洲大橋限制整體高度超過1.6米的車輛通過，由西九龍公路起改經青葵公路、長青橋及長青隧道返回長青公路原線。
機場（地面運輸中心）開經：暢連路、機場南交匯處、暢連路、航天城交匯處、赤鱲角路、順暉路、順匯路、赤鱲角路、順朗路、北大嶼山公路、青嶼幹線、青衣西北交匯處、長青公路、青沙公路（南灣隧道、昂船洲大橋）、西九龍公路、西區海底隧道、干諾道西、西邊街、皇后大道西、卑路乍街、域多利道、摩星嶺道、薄扶林道、利牧徑、置富道、薄扶林道、域多利道、華翠街、華景街、華富道、石排灣道、香港仔海傍道、香港仔大道、鴨脷洲橋道、鴨脷洲徑、利東邨道、鴨脷洲徑、鴨脷洲橋道、怡南路、海怡路、鴨脷洲橋道、利南道、利榮街及利樂街。
若青嶼幹線往青衣方向上層封閉或昂船洲大橋限制整體高度超過1.6米的車輛通過，由長青公路起改經長青隧道、長青橋及青葵公路返回西九龍公路原線。

### 沿線車站

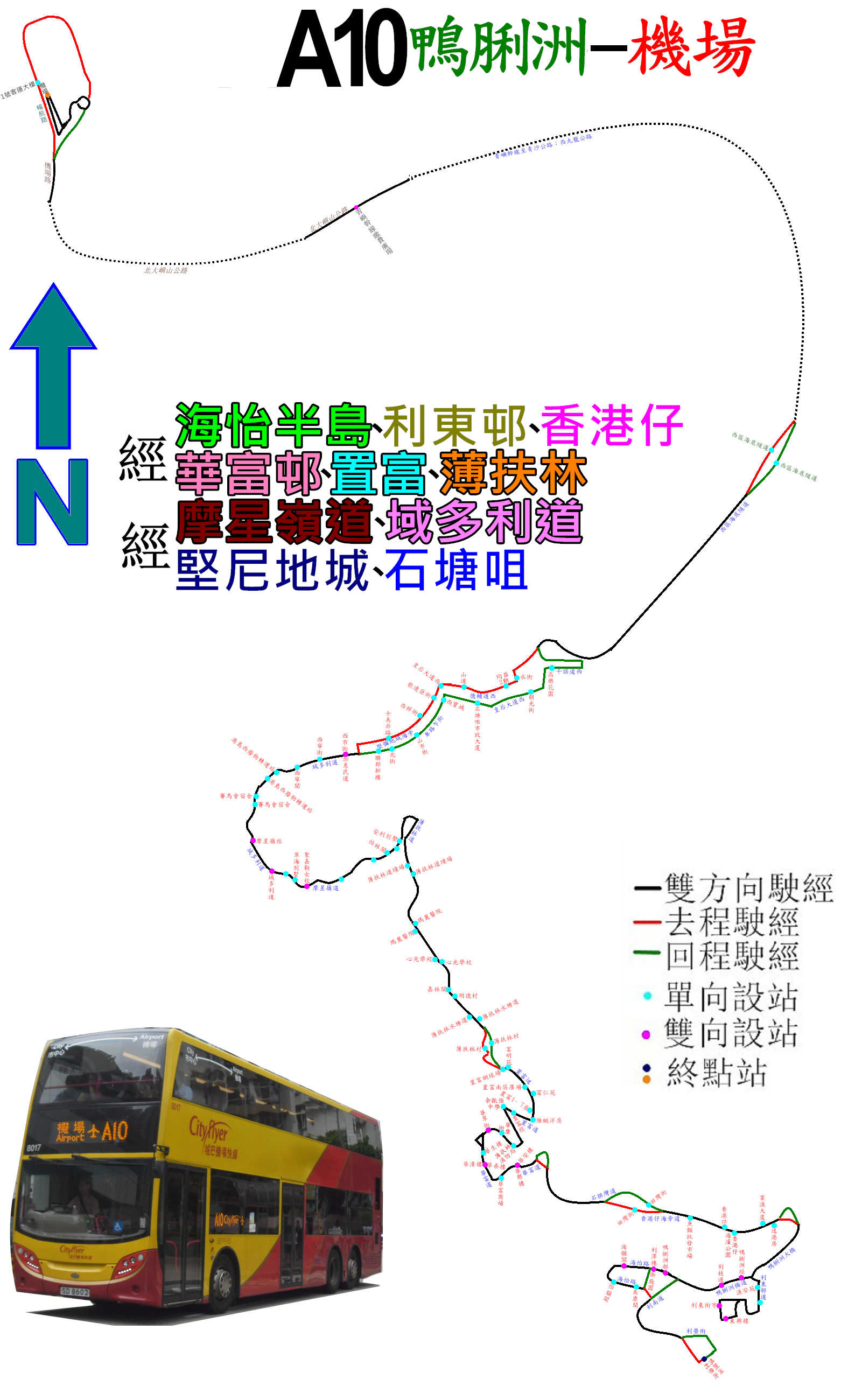
此線的走線圖

(N)A10
| 鴨脷洲（利樂街）開 | 鴨脷洲（利樂街）開             | 鴨脷洲（利樂街）開               | 機場（地面運輸中心）（A10） 港珠澳大橋香港口岸（NA10）開 | 機場（地面運輸中心）（A10） 港珠澳大橋香港口岸（NA10）開 | 機場（地面運輸中心）（A10） 港珠澳大橋香港口岸（NA10）開 |
| 序號               | 車站名稱                       | 位置                             | 序號                                                     | 車站名稱                                                 | 位置                                                     |
| ------------------ | ------------------------------ | -------------------------------- | -------------------------------------------------------- | -------------------------------------------------------- | -------------------------------------------------------- |
| 1                  | 鴨脷洲（利樂街）               | 鴨脷洲（利樂街）巴士總站         | 1#                                                       | 機場（地面運輸中心）                                     | 機場（地面運輸中心）巴士總站                             |
| 2                  | 凱玥                           | 利南道                           | 2#                                                       | 港珠澳大橋香港口岸                                       | 港珠澳大橋香港口岸公共運輸交匯處                         |
| 3                  | 海怡半島美暉閣                 | 海怡路                           | 3                                                        | 青嶼幹線巴士轉乘站                                       | 北大嶼山公路                                             |
| 4                  | 海怡半島海韻閣                 | 海怡路                           | 4                                                        | 西區海底隧道巴士轉乘站                                   | 西區海底隧道                                             |
| 5                  | 鴨脷洲邨利澤樓                 | 鴨脷洲橋道                       | 5                                                        | 高樂花園                                                 | 干諾道西                                                 |
| 6                  | 鴨脷洲邨                       | 鴨脷洲橋道                       | 6                                                        | 朝光街                                                   | 皇后大道西                                               |
| 7                  | 利枝道                         | 鴨脷洲橋道                       | 7                                                        | 石塘咀市政大廈                                           | 皇后大道西                                               |
| 8                  | 鴨脷洲徑                       | 鴨脷洲橋道                       | 8                                                        | 西寶城                                                   | 卑路乍街                                                 |
| 9                  | 利東邨東興樓                   | 利東邨道                         | 9                                                        | 山市街                                                   | 卑路乍街                                                 |
| 10                 | 利東街市                       | 利東邨道                         | 10                                                       | 北街                                                     | 卑路乍街                                                 |
| 11                 | 漁安苑                         | 利東邨道                         | 11                                                       | 聯邦新樓                                                 | 卑路乍街                                                 |
| 12                 | 逸港居                         | 香港仔海旁道                     | 12                                                       | 加惠民道                                                 | 域多利道                                                 |
| 13                 | 香港仔海濱公園                 | 香港仔海旁道                     | 13                                                       | 西寧閣                                                   | 域多利道                                                 |
| 14                 | 香港仔魚類批發市場             | 香港仔海旁道                     | 14                                                       | 港島西廢物轉運站                                         | 域多利道                                                 |
| 15                 | 田灣街                         | 香港仔海旁道                     | 15                                                       | 明愛賽馬會宿舍                                           | 域多利道                                                 |
| 16                 | 華富邨華樂樓                   | 華富道                           | 16                                                       | 摩星嶺徑                                                 | 域多利道                                                 |
| 17                 | 華富商場                       | 華富道                           | 17                                                       | 域多利道                                                 | 摩星嶺道                                                 |
| 18                 | 華富邨華清樓                   | 華富道                           | 18                                                       | 翠海別墅                                                 | 摩星嶺道                                                 |
| 19                 | 華翠街                         | 華翠街                           | 19                                                       | 聖嘉勒女書院                                             | 摩星嶺道                                                 |
| 20                 | 華康街                         | 域多利道                         | 20                                                       | 怡林閣                                                   | 摩星嶺道                                                 |
| 21                 | 余振強紀念第二中學             | 薄扶林道                         | 21                                                       | 安利別墅                                                 | 摩星嶺道                                                 |
| 22                 | 置富徑                         | 置富道                           | 22                                                       | 香港華人基督教聯會薄扶林道墳場                           | 薄扶林道                                                 |
| 23                 | 置富花園1至7座                 | 置富道                           | 23                                                       | 瑪麗醫院                                                 | 薄扶林道                                                 |
| 24                 | 置富南區廣場                   | 置富道                           | 24                                                       | 心光學校                                                 | 薄扶林道                                                 |
| 25                 | 置富花園網球場                 | 置富道                           | 25                                                       | 明德村                                                   | 薄扶林道                                                 |
| 26                 | 薄扶林村                       | 薄扶林道                         | 26                                                       | 薄扶林水塘道                                             | 薄扶林道                                                 |
| 27                 | 薄扶林水塘道                   | 薄扶林道                         | 27                                                       | 薄扶林村                                                 | 薄扶林道                                                 |
| 28                 | 嘉林閣                         | 薄扶林道                         | 28                                                       | 富明苑                                                   | 置富道                                                   |
| 29                 | 心光學校                       | 薄扶林道                         | 29                                                       | 富仁苑                                                   | 置富道                                                   |
| 30                 | 瑪麗醫院                       | 薄扶林道                         | 30                                                       | 雅緻洋房                                                 | 置富道                                                   |
| 31                 | 香港華人基督教聯會薄扶林道墳場 | 薄扶林道                         | 31                                                       | 薄扶林消防局                                             | 域多利道                                                 |
| 32                 | 安利別墅                       | 摩星嶺道                         | 32                                                       | 華翠街                                                   | 華翠街                                                   |
| 33                 | 翠暉臺                         | 摩星嶺道                         | 33                                                       | 華富邨華生樓                                             | 華富道                                                   |
| 34                 | 湖苑                           | 摩星嶺道                         | 34                                                       | 華富邨華泰樓                                             | 華富道                                                   |
| 35                 | 聖嘉勒女書院                   | 摩星嶺道                         | 35                                                       | 華富邨華安樓                                             | 華富道                                                   |
| 36                 | 翠海別墅                       | 摩星嶺道                         | 36                                                       | 田灣街                                                   | 石排灣道                                                 |
| 37                 | 域多利道                       | 摩星嶺道                         | 37                                                       | 香港仔                                                   | 香港仔海傍道                                             |
| 38                 | 摩星嶺徑                       | 域多利道                         | 38                                                       | 業漁大廈                                                 | 香港仔大道                                               |
| 39                 | 明愛賽馬會宿舍                 | 域多利道                         | 39                                                       | 香港真光書院                                             | 利東邨道                                                 |
| 40                 | 港島西廢物轉運站               | 域多利道                         | 40                                                       | 利東邨東興樓                                             | 利東邨道                                                 |
| 41                 | 西寧街                         | 域多利道                         | 41                                                       | 利東街市                                                 | 利東邨道                                                 |
| 42                 | 西市街                         | 域多利道                         | 42                                                       | 鴨脷洲徑                                                 | 鴨脷洲橋道                                               |
| 43                 | 士美菲路                       | 吉席街                           | 43                                                       | 利枝道                                                   | 鴨脷洲橋道                                               |
| 44                 | 西祥街                         | 堅彌地城海旁                     | 44                                                       | 御庭園                                                   | 鴨脷洲橋道                                               |
| 45                 | 歌連臣街                       | 堅彌地城海旁                     | 45                                                       | 海怡半島怡韻閣                                           | 海怡路                                                   |
| 46                 | 堅尼地城游泳池休憩處           | 德輔道西                         | 46                                                       | 海怡半島海韻閣                                           | 海怡路                                                   |
| 47                 | 山道                           | 德輔道西                         | 47                                                       | 鴨脷洲邨                                                 | 鴨脷洲橋道                                               |
| 48                 | 均益大廈第二期                 | 德輔道西                         | 48                                                       | 凱玥                                                     | 利南道                                                   |
| 49                 | 水街                           | 水街                             | 49                                                       | 鴨脷洲（利樂街）                                         | 鴨脷洲（利樂街）巴士總站                                 |
| 50                 | 西區海底隧道巴士轉乘站         | 西區海底隧道                     |                                                          |                                                          |                                                          |
| 51                 | 青嶼幹線巴士轉乘站             | 北大嶼山公路                     |                                                          |                                                          |                                                          |
| 52                 | 機場（1號客運大樓）            | 暢航路                           |                                                          |                                                          |                                                          |
| 53                 | 港珠澳大橋旅檢大樓             | 順暉路                           |                                                          |                                                          |                                                          |
| *                  | 港珠澳大橋香港口岸             | 港珠澳大橋香港口岸公共運輸交匯處 |                                                          |                                                          |                                                          |
| 54^                | 機場（地面運輸中心）           | 機場（地面運輸中心）巴士總站     |                                                          |                                                          |                                                          |

註：
1. 有 * 之車站祇限NA10線停靠
2. 有 ^ 之車站祇限NA10線不停靠
3. 有 # 之車站祇限NA10線對調停靠

## 客量
A10線服務多個西區及南區住宅區，車程冗長，往返鴨脷洲車程超過一小時，沿線卻只在田灣、堅尼地城及石塘咀才有數間酒店，因此平日非繁忙時間客量僅屬一般。但憑藉「一程過」優勢，假日仍能吸引不少外遊的南區居民選乘，早機時段或晚間大量航班抵港時經常滿座，尤其旅遊旺季更一度須提早頭班車開出時間。現時長假期提早頭班車安排已由NA10線取代。

## 降級服務爭議

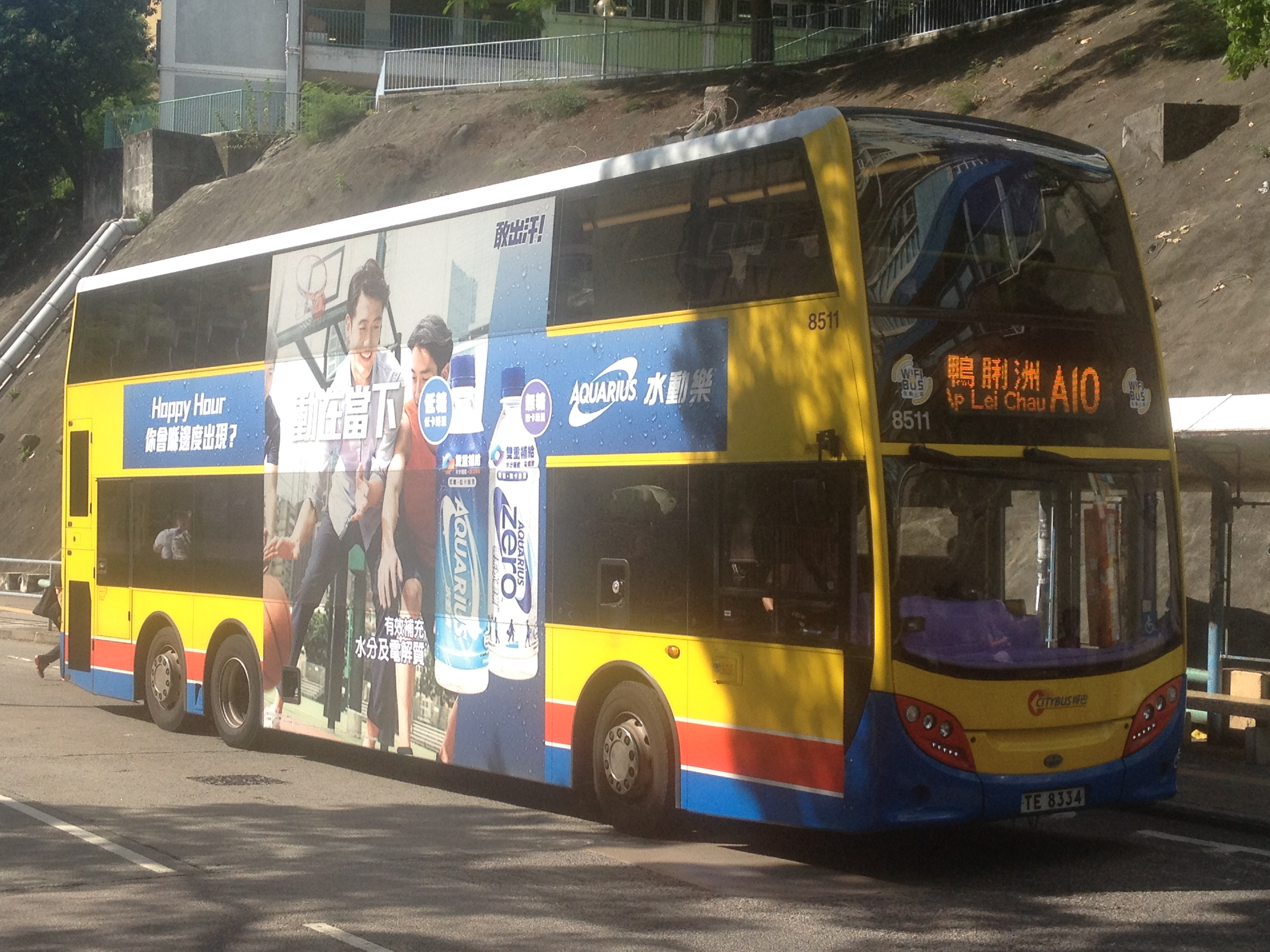
被指「降級服務」的A10線普通版Enviro500 MMC（2016年7月攝）

2016年4月19日起，因所有行走此路線的改裝猛獅NL262全數退役，豪華車隊不敷應求，有市民發現城巴大量採用附設行李架的丹尼士三叉戟（2209-2285）及Enviro500 MMC（8507-8536）（兩款巴士均屬半豪華版及普通版）行走此路線。
民主黨華富北選區區議員柴文瀚於2016年4月5日的南區區議員交通及運輸委員會議中，質疑城巴違反標書規定，並引述時任運輸局局長吳榮奎在1998年，曾稱A線為「直達機場客運大樓的機場巴士路線，為乘客提供更直接的高質素服務」，認為不應採用與E線類近的巴士。
運輸署則稱城巴使用的普通巴士亦符合規定，根據署方回覆，標書部份規定如須設有空調、低地台巴士及八達通收費系統，均已屬一般巴士的指定規格，巴士公司只須在普通巴士加設行李架，已可在符合標書規定下行走A線。
柴氏質疑城巴改以普通巴士行走豪華巴士路線的做法是「搵笨」，稱已根據《商品說明條例》向海關作出投訴，並獲海關正式立案調查。在此之後，A12線、A29系列路線及A11線亦因使用普通巴士而先後分別遭相關區議員及區議會投訴。

## 相關相片

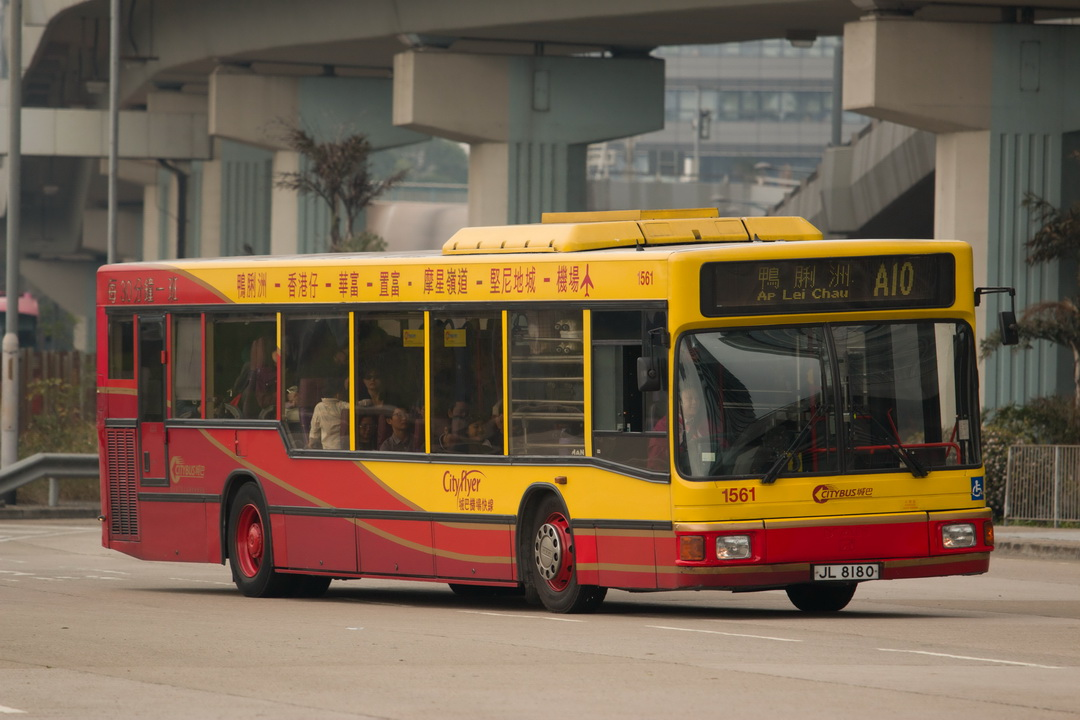
A10線初期使用的猛獅NL262
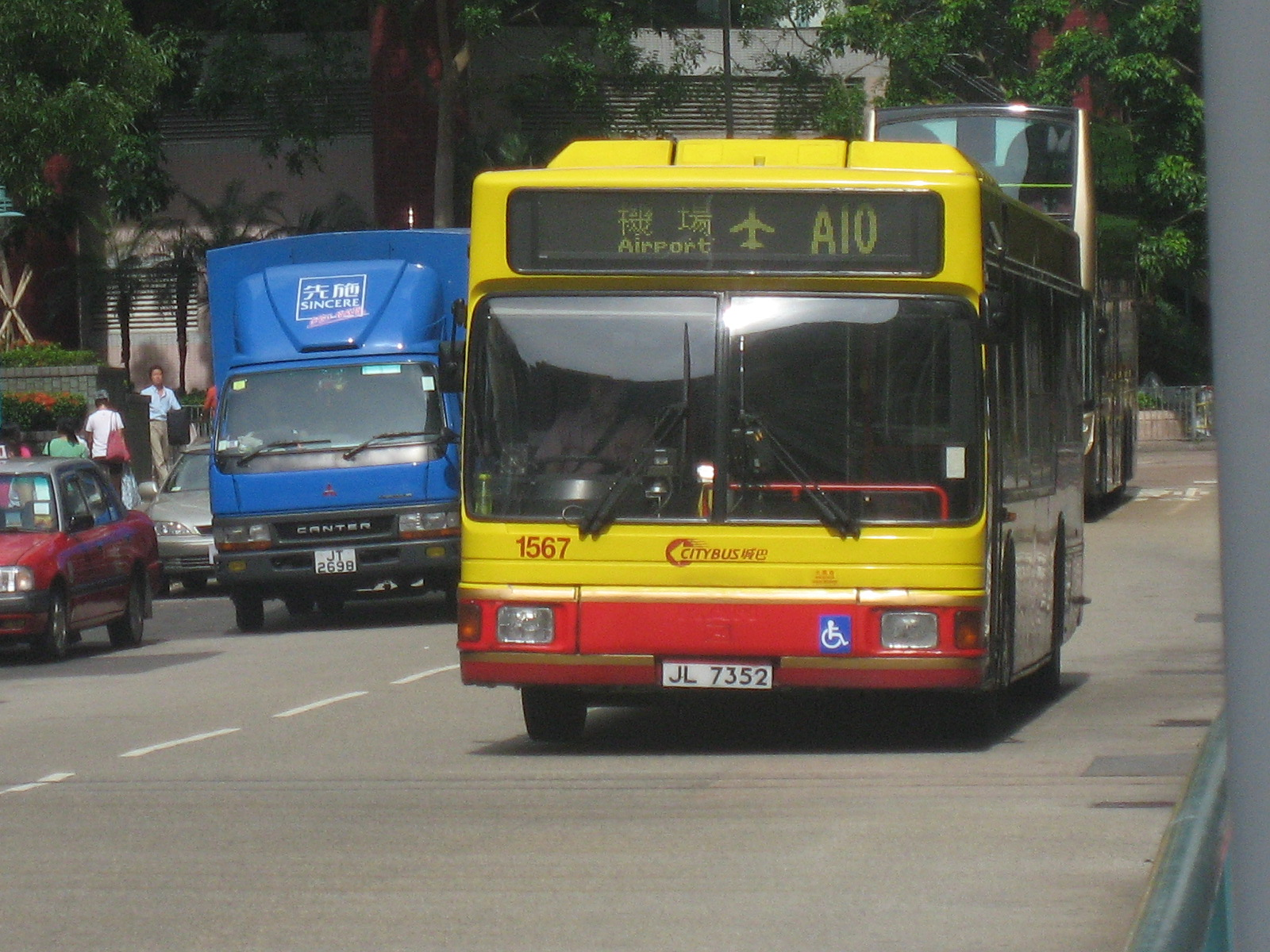
A10線巴士（1567）
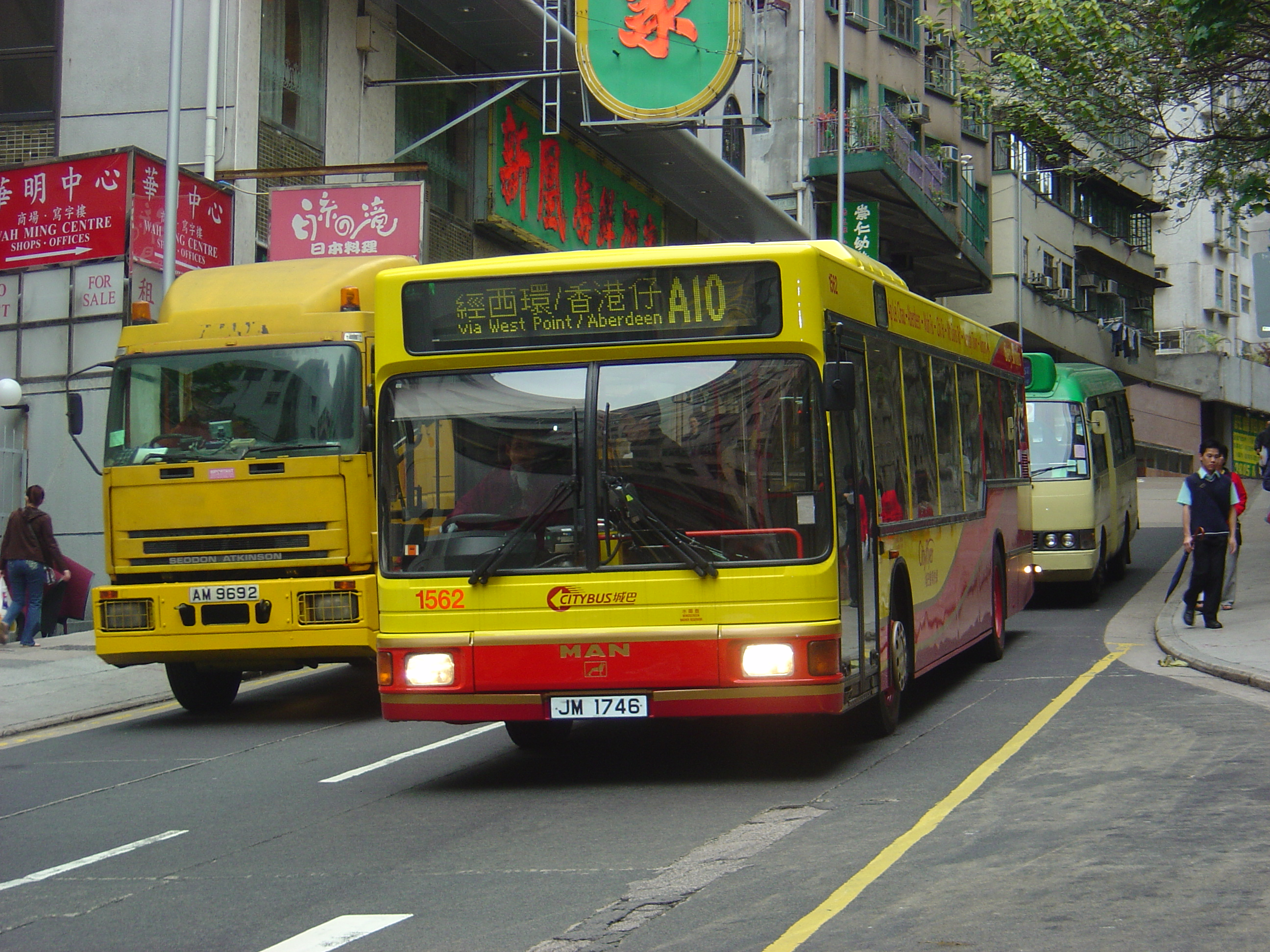
編號1562（JM1746）的改裝巴士
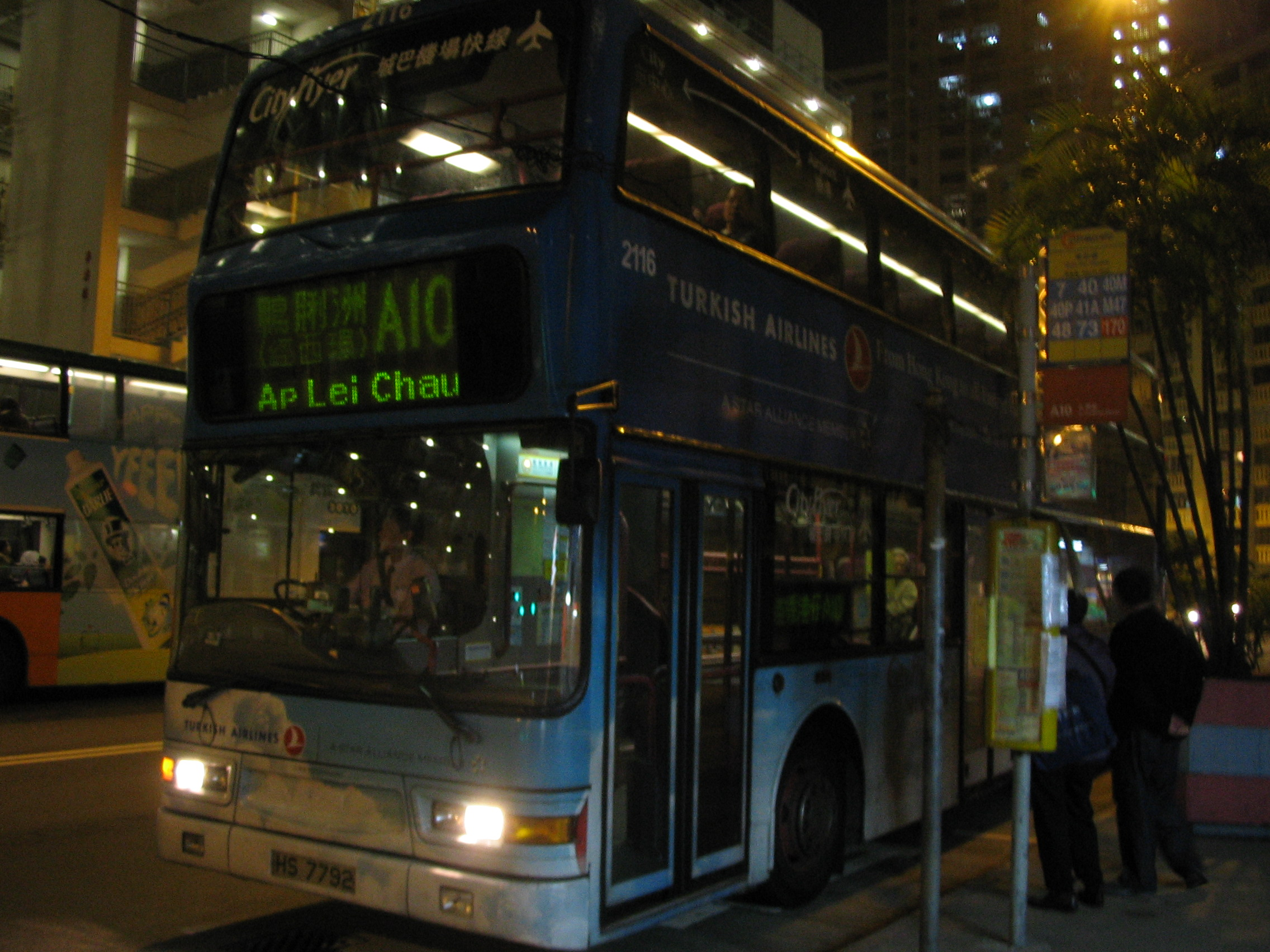
丹尼士三叉戟三型雙層豪華機場巴士行駛A10線
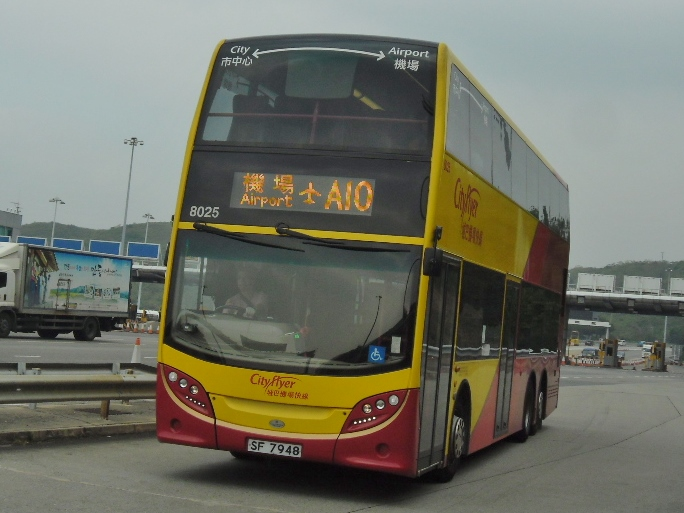
亞歷山大丹尼士Enviro 500 MMC雙層豪華機場巴士行駛A10線
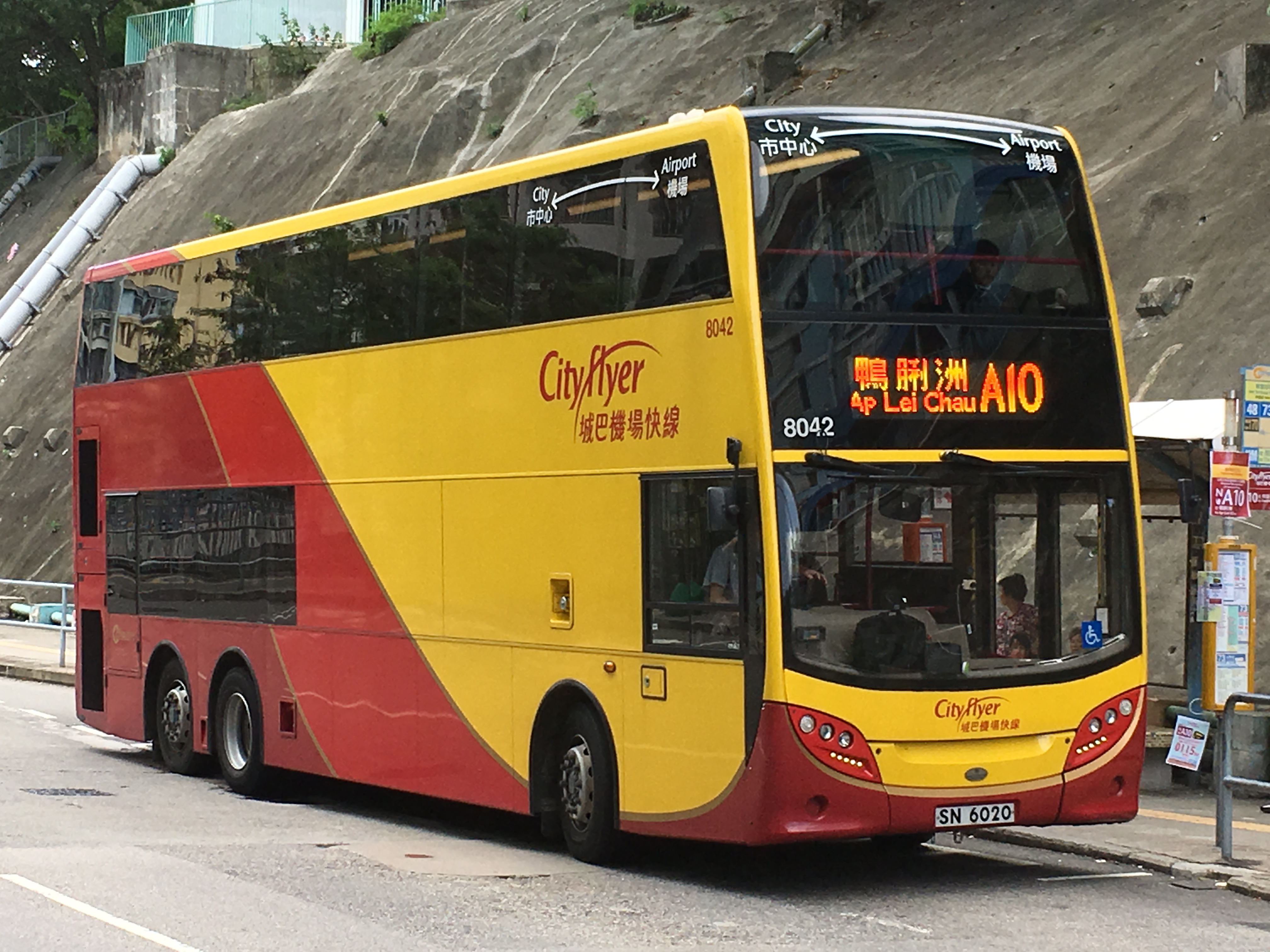
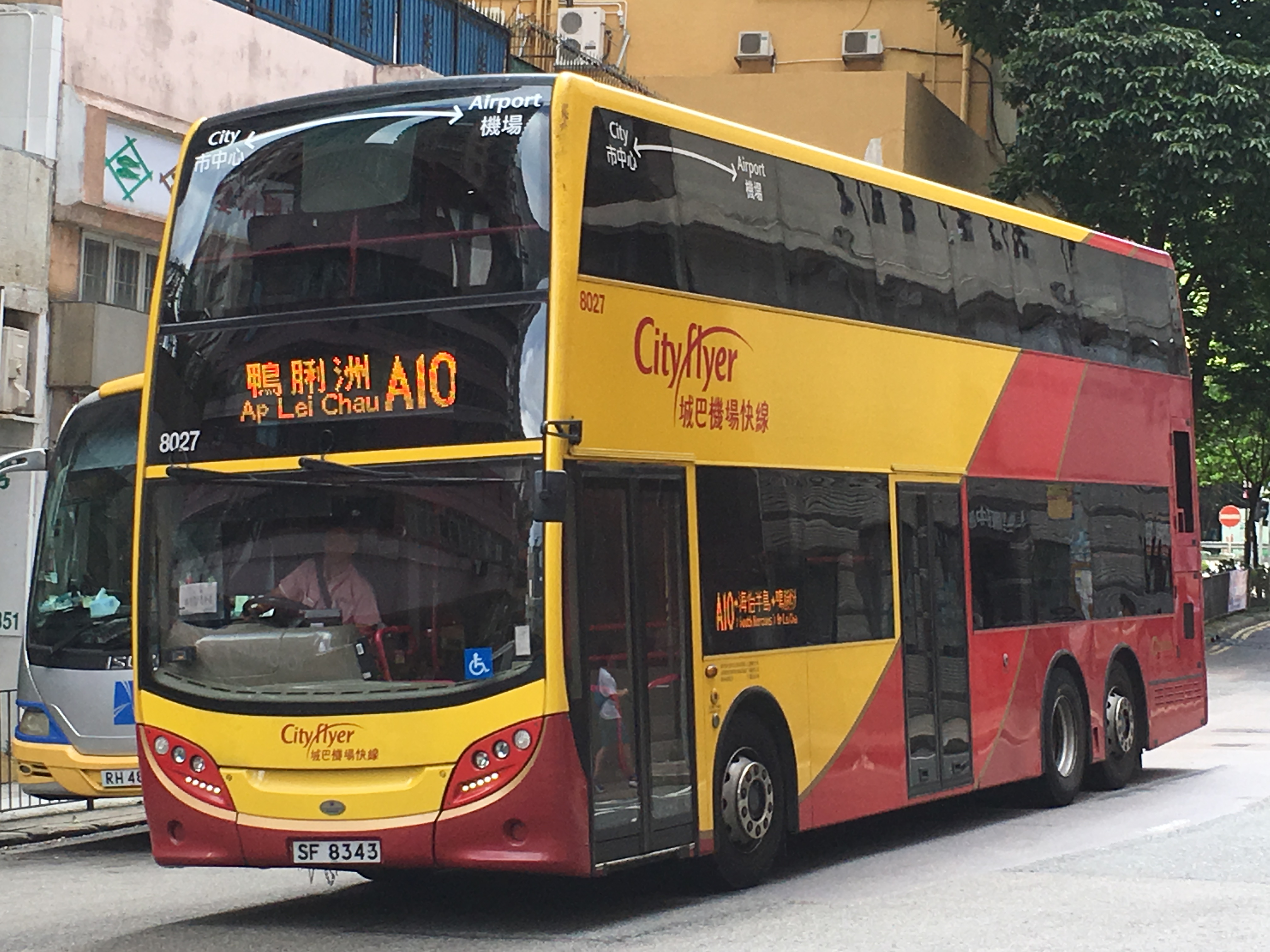
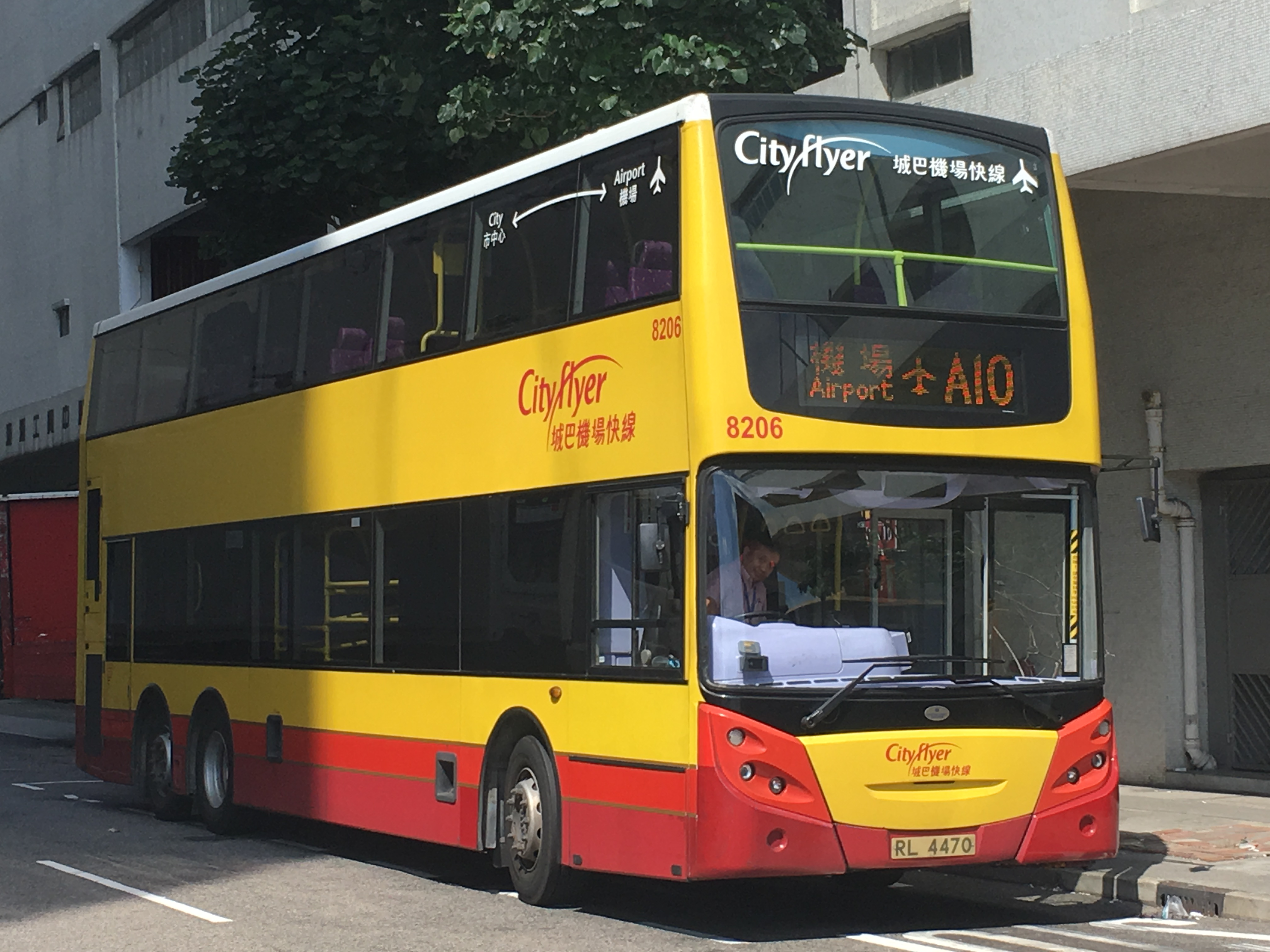
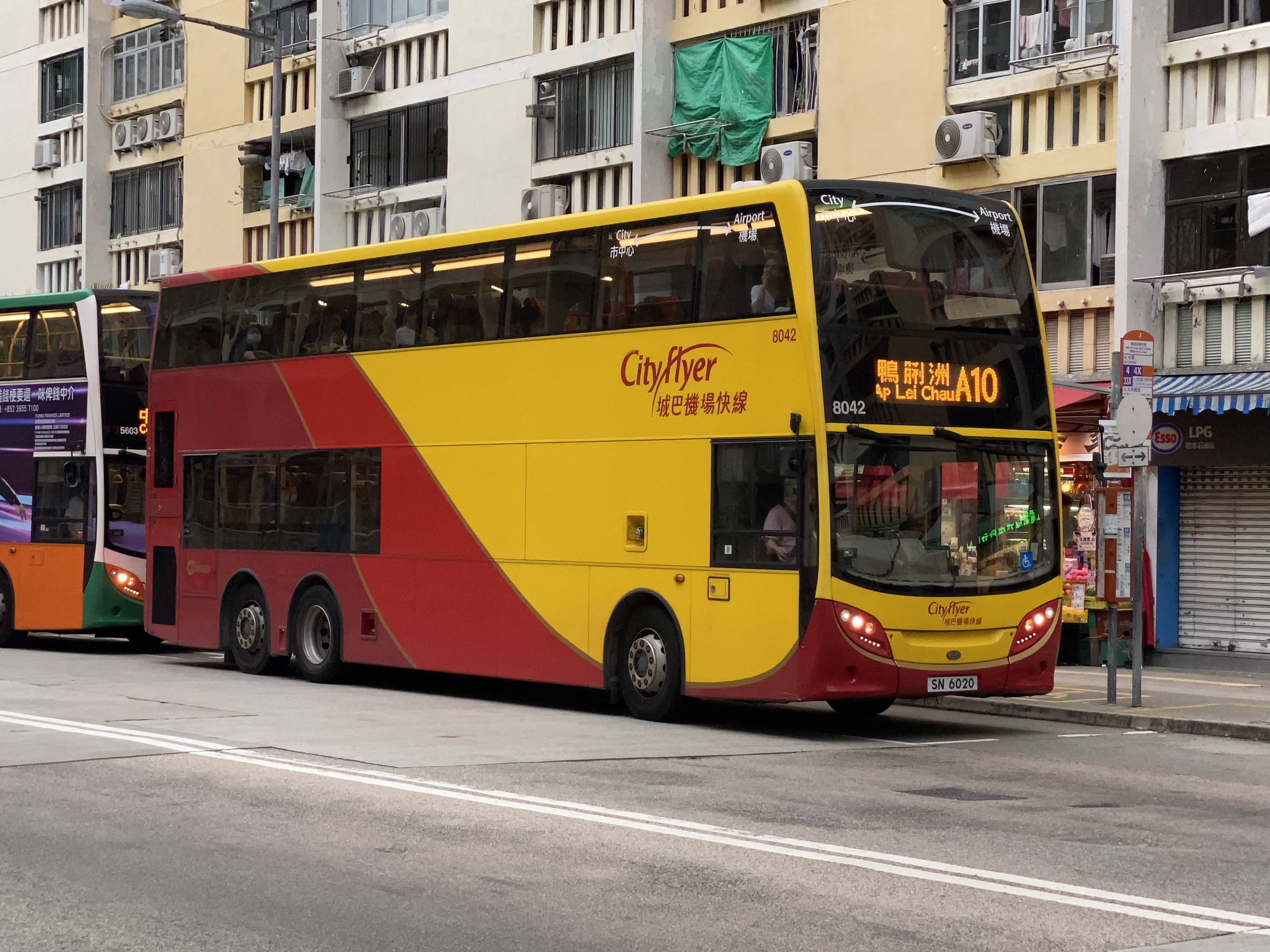

## 外部連結
- 城巴A10線－城巴／新巴 （页面存档备份，存于）
- 城巴NA10線－城巴／新巴[]
- 城巴A10線介紹－681巴士總站 （页面存档备份，存于）
- 城巴NA10線介紹－681巴士總站 （页面存档备份，存于）